# Alejandro Vignati
Alejandro Vignati (San Andrés de Giles, 2 de octubre de 1934 - Caracas, 3 de agosto de 1983) fue un periodista e investigador argentino especializado en  temas de ufología, ocultismo y fenómenos paranormales.

## Reseña biográfica
Alejandro Vignati Fariseo nació el 2 de octubre de 1934 en San Andrés de Giles, una localidad ubicada en el norte de la provincia de Buenos Aires, y a aproximadamente 64 km de la Ciudad Autónoma de Buenos Aires. Segundo hijo de Nicolás Vignati y Ana María Fariseo, al terminar sus estudios primarios ingresó en el Colegio Nacional y posteriormente inició el Doctorado en Ciencias Químicas en Buenos Aires, que terminó abandonando. 
Practicó diversos oficios. Fue camarero, camionero y periodista. Escribió, además, tres libros de poesía: Volcada luna (1959), El cielo no arde (1961) y Papel y sombra (1965). Marchó a Brasil, donde permaneció seis años, iniciándose su interés por el cine. Viajero incansable y curioso, estuvo después cuatro años en Perú y ocho viajando por el resto de América Latina. En ese tiempo dirigió cortometrajes y escribió el guion de una película, «Taita Cristo» (1965).
En 1970 viajó a España y conoció Barcelona, donde vivió a partir del año siguiente. Allí escribió algunos de sus libros más conocidos, casi todos ellos pertenecientes al denominado Realismo fantástico, corriente iniciada por Louis Pauwels y Jacques Bergier con El retorno de los brujos, aunque también abordó otros temas en Motociclismo, Judo Kadokan y Henry Miller o la alegría del retorno. Obtuvo, además, el Segundo Premio del Concurso Internacional de Poesía Apollinaire (1973).
Entre sus obras destacan títulos como Arde bruja, mago arde, El enigma de los templarios, el ocaso de los dinosaurios y Hitler: el ocultismo en el III Reich. Su obra más famosa fue, no obstante, El Triángulo mortal de las Bermudas, publicado en 1975 y convertido en un éxito de ventas.
Colaboró en la revista Mundo desconocido, de su amigo Andreas Faber-Kaiser, publicando artículos sobre temas diversos como el monstruo del Lago Ness, los enigmas de las Islas Canarias, Drácula o la parapsicología. 
En 1978, en plena dictadura militar, retornó a su país, y después se fue a Venezuela donde, el 3 de agosto de 1983, a los 48 años, mientras trabajaba en una de sus investigaciones, murió de forma repentina en Caracas.
De estilo conciso y directo en su escritura, sintió una gran admiración por Jack Kerouac y los escritores de la generación beat, la figura de Albert Camus y los clásicos de la literatura española.

## Obras destacadas
- Arde bruja, mago arde (1973)
- Los grandes enigmas del cielo y de la tierra (con Andreas Faber-Kaiser) (1973)
- ¿Qué sabe usted del amor táctil? (1975)
- El Triángulo mortal de las Bermudas (1975)
- Procesos célebres (1975)
- El ocaso de los dinosaurios (1976)
- El enigma de los templarios (1976)
- El hombre y el espacio (1976)
- Tercer tipo: contacto extraterrestre (1978)
- Hitler, el ocultismo en el III Reich (1979)